# Nera (Donau)
De Nera (Hongaars: Néra) is een zijrivier van de Donau in het zuidwesten van Roemenië en, als grensrivier, het noordoosten van Servië.
De rivier ontspringt aan de voet van de Semenic, die deel uitmaakt van het Banater Gebergte, stroomt aanvankelijk in zuidelijke richting en buigt vervolgens af naar het zuidwesten en westen. Het traject tussen Șopotu Nou en Sasca Română verloopt door de ca. 30 km lange Nerakloof (Cheile Nerei), die de kern vormt van het nationale park Cheile Nerei-Beușnița.
De Nera scheidt binnen het Banater Gebergte het Aninagebergte (Munții Aninei) op de rechteroever van achtereenvolgens het Almăjgebergte (Munții Almăjului) en het Locvagebergte (Munții Locvei) op de linkeroever.
Vanaf Naidăș tot de monding in de Donau vormt de Nera over een afstand van ruim 20 km de Roemeens-Servische grens.
- Gemeinsame Normdatei: 4450581-4
- Library of Congress Control Number: sh98002178
- Nationale Bibliotheek van Israël: 987007563740005171
- Virtual International Authority File: 244273101